# احمد پاشا
احمد پاشا (به گرجی: აჰმედ ფაშა) دومین حاکم مملوک‌ها در عراق (۱۷۲۳–۱۷۴۷) و پسر حسن پاشا بود.